# Saint-Martin-Bellevue
Saint-Martin-Bellevue é uma ex-comuna francesa na região administrativa da Alta Saboia, região de Auvérnia-Ródano-Alpes. Estendeu-se por uma área de 9,33 km². Em 2010 a comuna tinha 2 445 habitantes (densidade: 262,1 hab./km²).
Em 1 de janeiro de 2017 foi fundida com as comunas de Thorens-Glières, Aviernoz, Évires e Les Ollières para a criação da nova comuna de Dhuys-et-Morin-en-Brie.